# 1949—1956年巴勒斯坦人的驱逐
1949—1956年巴勒斯坦人的驱逐是指1949停战协议签署后以色列繼續從自己實際控制的領土上驱逐巴勒斯坦人，1949年至1950年间，以色列驱逐了30,000至40,000名巴勒斯坦人和貝都因人。 绿线沿线和以色列—黎巴嫩边境地区的许多阿拉伯人村庄空無人煙，這些村莊隨後被犹太人和复员的以色列军人佔據。 同時仍然有大量巴勒斯坦人主動從以色列境內逃到其他地區。 这一时期的巴勒斯坦人逃亡最终成為第二次中东战争的導火索之一。 